# County-klass (jagare)
County-klassen var den första klass jagare beväpnade med luftvärnsrobotar som byggdes för Royal Navy. De var också de största jagare som dittills byggts, närmare i storlek till kryssarna i Dido-klassen än de jagare i Daring-klassen som de ersatte.

## Utveckling
County-klassen började utvecklas 1956 och var ursprungligen tänkta att endast ha traditionell kanonbeväpning. Beslutet att beväpna fartygen med luftvärnsrobotar fattades först 1958. Beslutet var kontroversiellt eftersom robotarnas tillförlitlighet var ifrågasatt, men prestandan var imponerande och robotbeväpningen genomdrevs med stöd av Louis Mountbatten. Det var också lord Mountbatten som beslöt att fartygen skulle klassas som jagare i stället för kryssare för att lättare få finansiering av parlamentet. På 1960-talet hade utvecklingen av överljudsflygplan kommit så långt att Sea Slug-robotarna hade blivit omoderna, men de var fortfarande tillräckligt kraftfulla för att upprätthålla lokalt luftherravälde under Indonesien–Malaysia-konflikten.
De fyra fartygen i batch 2 fick den modernare varianten Mk.2 av Sea Slug och byggdes dessutom om på 1970-talet så att ett av kanontornen ersattes av fyra stycken Exocet-robotar. Därmed blev fartygen i batch 1 de sista brittiska fartygen med kapacitet att avfyra en bredsida. Eftersom robotarna var lättare än kanontornet ökade också fartygens metacenterhöjd och de blev stadigare i sjön.

## Användning
Den ursprungliga uppgiften för County-klass jagarna var att skydda brittiska hangarfartyg från sovjetiska bombflygplan som Tu-95. Under Indonesien–Malaysia-konflikten var det huvudsakliga hotet det Indonesiska flygvapnets bombflygplan av typerna Tu-16 och Il-28.
Vid tiden för Falklandskriget hade County-klassen blivit tämligen ålderstigen. Sea Slug-robotarna kunde i stort sett bara användas mot mål i underljudsfart på hög eller medelhög höjd. Mot de lågflygande argentinska Skyhawk-flygplanen var den verkningslös, framför allt var det tiden från målupptäckt till skott som var alldeles för lång. Men de var fortfarande stora fartyg med god uthållighet, så både Glamorgan och Antrim skickades till Sydatlanten. Antrim var flaggskepp för operation Paraquet (återerövrigen av Sydgeorgien). Antrims Wessex-helikopter genomförde en dramatisk räddning av sexton SAS-soldater från Fortunaglaciären och upptäckte och skadade den argentinska ubåten Santa Fe i Grytviken. Efter återerövrigen av Sydgeorgien gick hon mot San Carlos där hon blev träffad av en 450 kg bomb som dock inte exploderade. Glamorgan tillbringade lång tid utanför Port Stanley där hon understödde de brittiska marktrupperna med sitt artilleri. Hon använde också fyra stycken Sea Slug-robotar mot flygplatsen i Stanley, varav en träffade och förstörde den radarstation som argentinska flygvapnet hade där. Den 12 juni 1982 träffades Glamorgan av en Exocet-robot som avfyrades från stranden. Roboten träffade hangaren och explosionen förstörde den ena av Sea Cat lavetterna, helikoptern i hangaren och startade bränder både i hangaren och på däcket under. Fjorton besättningsmän dödades och flera skadades. Hade roboten träffat något längre akterut hade den exploderat i magasinet för Sea Slug-robotar.
De första fartygen i klassen som avrustades var Hampshire och Devonshire. Hampshire skrotades 1979 medan Devonshire först erbjöds för försäljning till Egypten, men blev liggande i Portsmouth. Efter Falklandskrigets slut utrangerades resten County-klassen. Först London som såldes till Pakistan i mars 1982 och månaden efter såldes Norfolk till Chile. Chile köpte under de följande åren alla jagare i batch 2. Den avrustade Devonshire sänktes som skjutmål 17 juli 1984 medan Kent konverterades till logementsfartyg i Portsmouth. Hon skickades till skrotning i Alang 1998.

## Fartyg i Klassen

### HMSDevonshire(D02)
Kölsträckt: 9 mars 1959, Sjösatt: 10 juni 1960, Tagen i tjänst: 15 november 1962, Avrustad: 1978, Sänkt som skjutmål 17 juli 1984.

Devonshires första kryssning var i Medelhavet och till Bermuda under sommaren 1962. Under de följande åren genomförde hon flera patruller i Karibien och Persiska viken, men hon sattes aldrig in i några konflikter. Hon avrustades som en följd av försvarsnedskärningarna 1978 och erbjöds för försäljning till Egypten. Någon affär blev aldrig av och hon blev liggande i Portsmouth i sex år innan hon användes som skjutmål för Sea Eagle-robotar den 15 juli 1984. Trots flera träffar så sjönk hon inte utan sänktes två dagar senare med torpeder avfyrade av HMS Splendid.

### HMSHampshire(D06)
Kölsträckt: 26 mars 1959, Sjösatt: 16 mars 1961, Tagen i tjänst: 15 mars 1963, Avrustad: 1976, Skrotad 1979.

Hampshire opererade huvudsakligen i Nordatlanten och Medelhavet. 1967 besökte hon Kanada och sommaren 1968 besökte hon bland annat Malmö, Malta och Neapel. 1969 genomförde hon en långresa via Barbados, Panamakanalen, Valparaiso, Kap Horn, Buenos Aires, Rio de Janeiro, Gibraltar, Göteborg och Köpenhamn. En planerad uppgradering med Mk.2-robotar och moderniserad stridsledning var planerad, men ställdes in i mars 1967. Hon avrundades 1976 som det första fartyget i klassen. Hon plundrades på delar till sina systerfartyg och skrotades 1979.

### HMSKent(D12)
Kölsträckt: 1 mars 1960, Sjösatt: 27 september 1961, Tagen i tjänst: 15 augusti 1963, Avrustad: 1980, Skrotad 1998.

Under 1960-talet genomförde Kent flera patruller i Atlanten, Indiska oceanen och Stilla havet som luftförsvarseskort åt brittiska  hangarfartyg. År 1967 fördes förhandlingarna om Gibraltars status ombord på Kent. År 1976 drabbades hon av en brand, men hon reparerades i tid till flottparaden vid Elizabeth II:s 25-årsjubileum som regent året därpå. År 1980 avrustades hon och blev logements- och skolfartyg i Portsmouth. När Falklandskriget bröt ur fanns planer på att återrusta henne, men planerna lades ner av tids- och kostnadsskäl. Hon fortsatte som skolfartyg, huvudsakligen för utbildning av mekaniker, fram till 1993 då hon utrangerades. Hon låg oanvänd i Portsmouth fram till 1996 då hon såldes som skrot. År 1998 bogserades hon till Alang i Indien för skrotning.

### HMSLondon(D16)
Kölsträckt: 26 februari 1960, Sjösatt: 7 december 1961, Tagen i tjänst: 4 november 1963, Avrustad: december 1981, Såld till Pakistan 24 mars 1982.

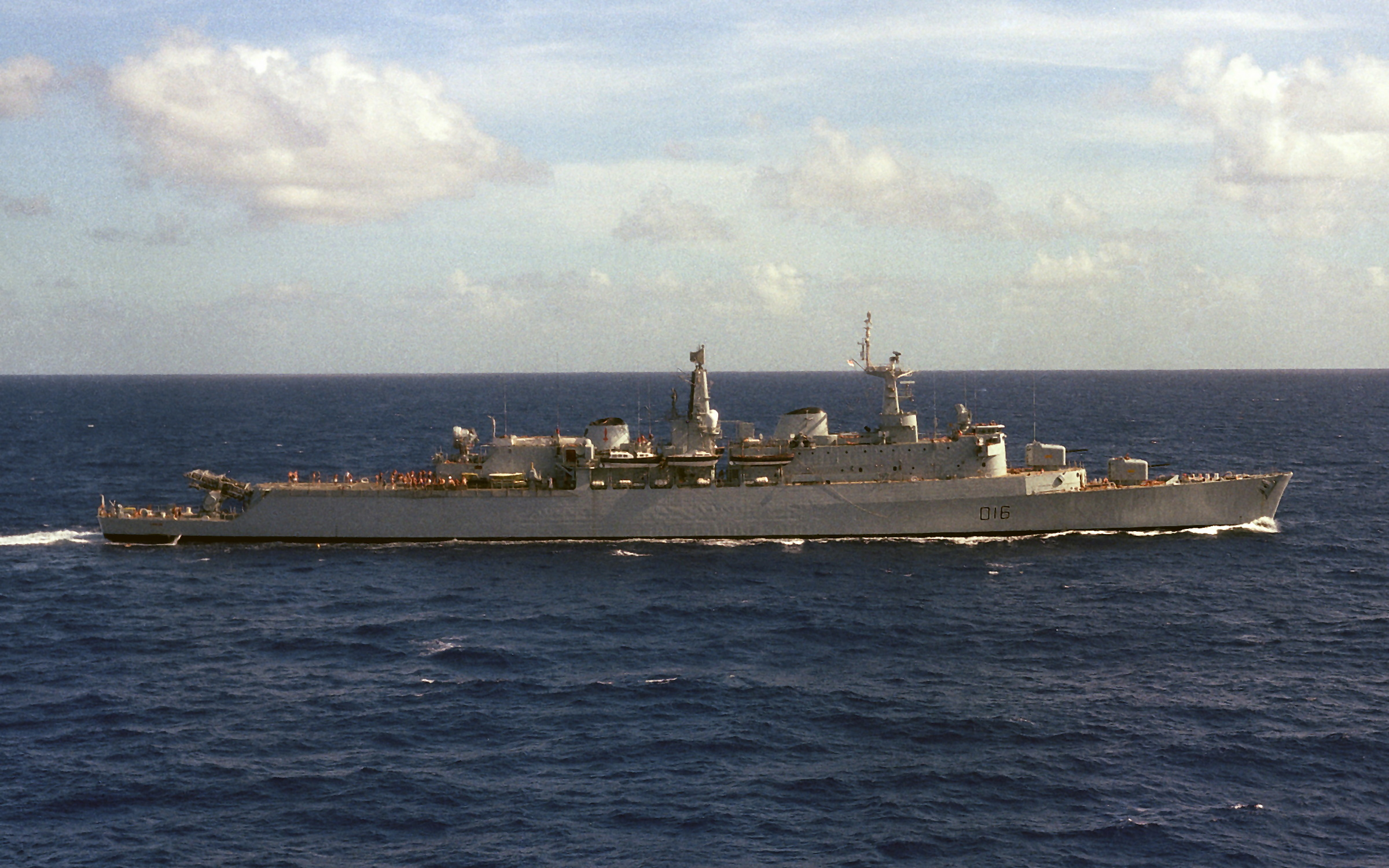
London under gång, 1981.

I september 1964 påbörjade London sin första långresa via Houston, Bermuda, Panamakanalen, Peru, Chile, Uruguay, Brasilien, Sydafrika, Mauritius, Hongkong, Bangkok, Subic Bay och Singapore. I Indonesien deltog hon i en brittisk stridsgrupp under Indonesien–Malaysia-konflikten. År 1965 återvände hon till Storbritannien via Aden, Suezkanalen och Gibraltar. I april 1969 seglade hon återigen till fjärran östern via Gibraltar, Simonstown och Singapore. Sommaren och hösten 1969 patrullerade hon i indonesiska vatten med kortare uppehåll i Hong Kong, Manila och Subic Bay. Därefter seglade hon till Auckland, Gisborne, Wellington och Lyttelton på Nya Zeeland och därefter vidare till Hobart, Melbourne och Sydney i Australien. Jul och nyår 1969 tillbringade hon i Singapore för att i januari 1967 segla via Kapstaden till Puerto Rico för att genomföra luftförsvarsövningar tillsammans med USA:s flotta. Efter nästan ett år till sjöss återvände hon till Portsmouth. I februari 1971 påbörjade London en patrull i Medelhavet och Svarta havet där hon bland annat besökte Livorno, Trieste, Neapel, Kreta, Cypern, Istanbul och Samsun. År 1976 besökte hon New York och 1979 var hon det sista brittiska fartyget att lämna Malta. År 1981 genomförde hon sin sista kryssning till Karibien där hon härbärgerade drottning Elizabeth och Prinsessan Margaret som var på plats för att garantera Antiguas självständighet. London var det sista fartyget i Royal Navy med kapacitet att avfyra en bredsida med fyra kanoner, något som hon gjorde för sista gången den 10 december 1981 vid återkomsten till Portsmouth. Strax därefter avrustades hon och i mars 1982 såldes hon till Pakistan där hon fick namnet Babur. Hon tjänstgjorde i Pakistans flotta fram till 1993 och skrotades slutligen 1995.

### HMSFife(D20)
Kölsträckt: 1 juni 1962, Sjösatt: 9 juli 1964, Tagen i tjänst: 21 juni 1966, Avrustad: juni 1987, Såld till Chile 12 augusti 1987.

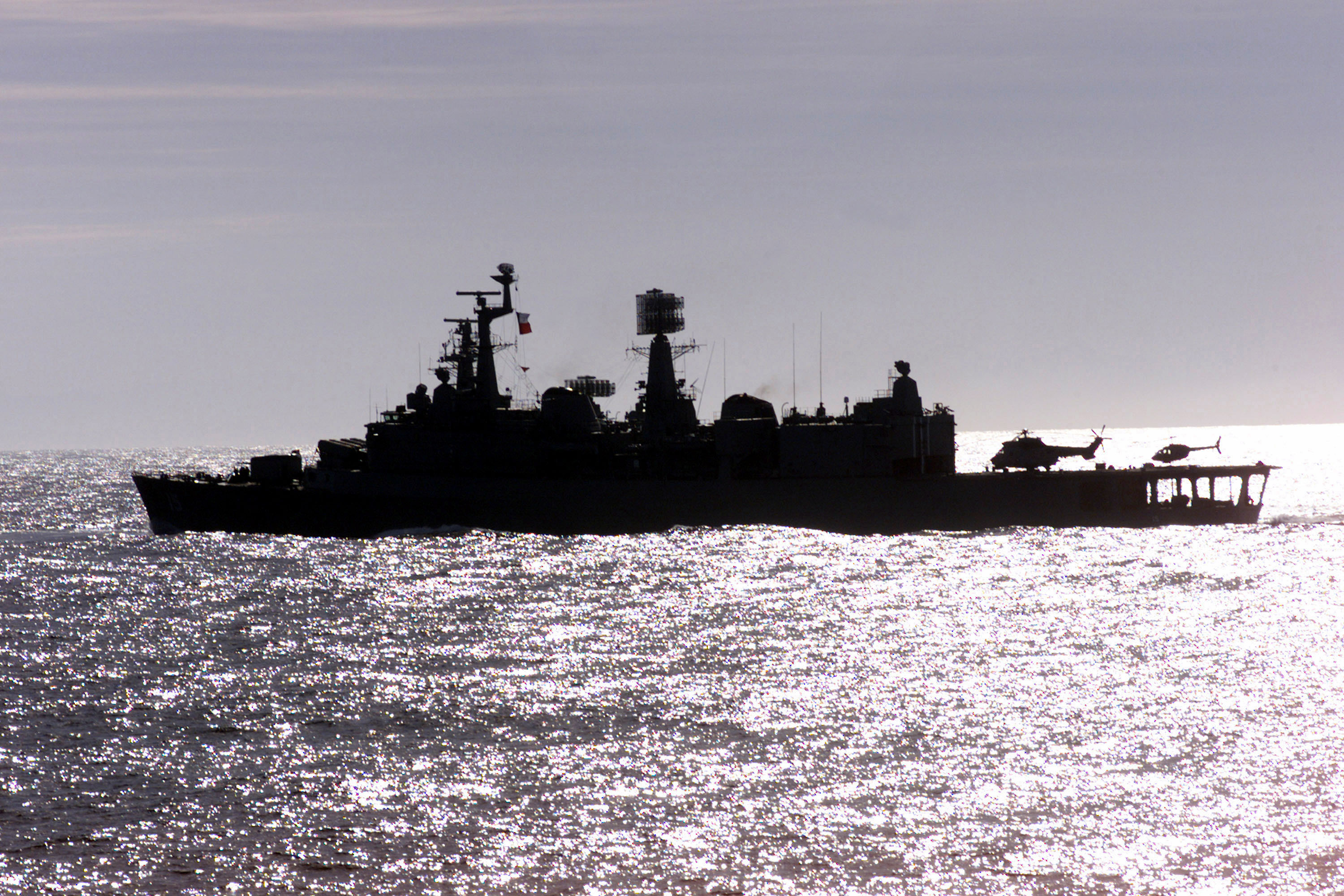
Fife som Blanco Encalada i chilensk tjänst. Den ombyggda hangaren och den stora helikopterplattan är tydliga skillnader mot hur hon såg ut i brittisk tjänst.

Åren 1969–1970 genomförde Fife en världsomsegling via Safi i Marocko, Lagos i Nigeria till Simonstown i Sydafrika. Därefter deltog hon kortvarigt i den brittiska blockaden av Rhodesia innan hon korsade Indiska oceanen och anlände till Singapore. Efter att ha genomfört skarpskjutningar med Sea Slug-robotar mot amerikanska målrobotar från baser i Filippinerna gick hon via Hongkong, Kobe, Pearl Harbor, Long Beach, Acapulco och Panamakanalen tillbaka till Storbritannien via Gibraltar.
Den 31 juli 1970, när Fife låg i Pearl Harbor, var den dag då Royal Navy avskaffade romransonen. Eftersom Fife var det fartyg som då befann sig längst västerut blev det också ombord på Fife som den sista rommen serverades.
I mitten av 1970-talet genomgick Fife om ombyggnad där det ena kanontornet avlägsnades och ersattes av fyra stycken Exocet-robotar. Hösten 1979 skickades Fife till Karibien för humanitära insatser efter orkanen David. I början på 1980-talet genomgick hon ytterligare ombyggnader och kom därför inte att sättas in i Falklandskriget. Den sista ombyggnaden genomfördes 1986. Då avlägsnades Sea Slug-systemet och utrymmet kom i stället att tas i anspråk för lektionssalar och inkvartering för officersutbildning. Eftersom Fife i och med ombyggnaden blev ett skolfartyg och inte mer skulle genomföra några längre patruller lades ingen större möda ner på bekvämligheten ombord. Fife blev därför det sista fartyg i Royal Navy där besättningsmän fortfarande sov i hängmattor. I stället för Sea Slug-systemet byggdes en ny överbyggnad som användes för navigationsutbildning. Denna överbyggnad tilldrog sig stort intresse av Sovjetiska flottan och en jagare av typen Projekt 61 prejade Fife för att kunna ta närbilder av henne. År 1987 genomförde hon en sista patrull, första via Gibraltar till Medelhavet och därefter till Montreal och vidare upp för Saint Lawrenceleden till Stora sjöarna. I augusti 1987 såldes Fife till Chile och bytte namn till Blanco Encalada. Hon byggdes om i Talcahuano där helikopterplattan byggdes ut akterut över det utrymme som tidigare använts för Sea Slug-systemet. Hangaren gjordes också större för att kunna rymma två helikoptrar. Ombyggnaden blev klar i maj 1988. År 1996 byttes de åldriga Sea Cat-robotarna ut mot israeliska Barak-robotar. Hon utrangerades i december 2003 och skrotades i november 2005.

### HMSGlamorgan(D19)
Kölsträckt: 13 september 1962, Sjösatt: 9 juli 1964, Tagen i tjänst: 14 oktober 1966, Avrustad: 1986, Såld till Chile i september 1986.

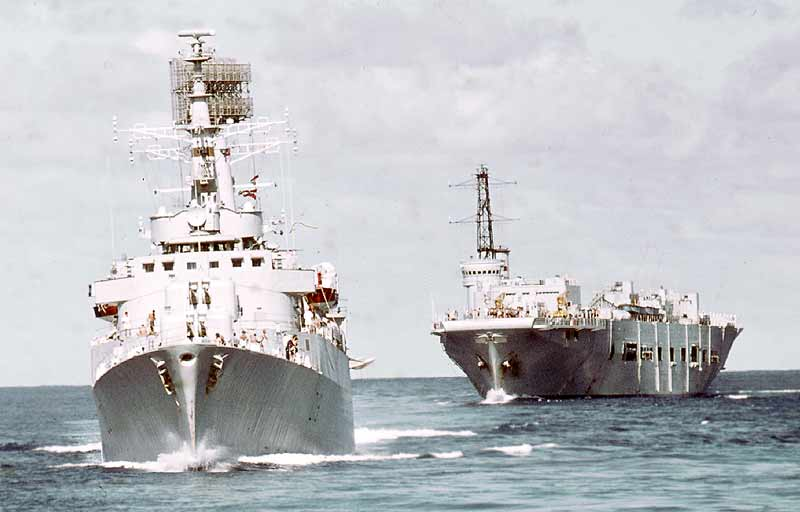
Glamorgan eskorterar det ombyggda hangarfartyget, januari 1972.

I april 1967 besökte Glamorgan Cardiff (centralort i grevskapet Glamorgan i Wales) och i maj genomförde hon sin första längre resa till Århus, Kiel och Amsterdam. Under vintern 1967–1968 genomförde hon robotövningar i Irländska sjön. I september 1968 genomförde hon övningen Coral Sands tillsammans med Australiens flotta i Salomonsjön. År 1971 besökte hon tillsammans med HMS Phoebe Bermuda för att stötta den Londontrogna provinsregeringen under de oroligheter som förekom på öarna efter att självstyre infördes 1968. Strax därefter lades hon upp på varv för ombyggnad, bland annat byttes det ena kanontornet ut mot Exocet-robotar. Ombyggnaden blev klar 1973. Från juli 1975 till april 1977 var hon flaggskepp för en brittisk flottstyrka bestående av fregatterna Ajax, Berwick, Plymouth, Rothesay och tre underhållsfartyg som genomförde en jordenruntsegling.
I början av april 1982 skickades Glamorgan till Falklandsöarna. Den 1 maj blev hon och fregatterna Arrow och Alacrity anfallna av tre stycken argentinska Dagger-flygplan. Två stycken 226 kg bomber missade Glamorgan med en hårsmån, men explosionerna orsakade mindre skador. Den 14 maj deltog hon i anfallet mot flygbasen på Pebble island. Den 12 juni 1982 träffades Glamorgan av en Exocet-robot som avfyrades från stranden. Roboten träffade hangaren och explosionen förstörde den ena av Sea Cat lavetterna, helikoptern i hangaren och startade bränder både i hangaren och på däcket under. Fjorton besättningsmän dödades och flera skadades. Efter Argentinas kapitulation 14 juni reparerades Glamorgan provisoriskt i San Carlos innan hon kunde återvända till Portsmouth den 10 juli.
Glamorgan tillbringade återstoden av 1982 på varv för reparationer och togs i tjänst igen 1983. År 1984 Skickades hon till östra Medelhavet för att understödja de brittiska fredsbevarande trupperna i Libanon. År 1986 avrustades hon och såldes till Chile där hon fick namnet Almirante Latorre. År 1996 byttes hennes Sea Cat-robotar ut mot modernare Barak-robotar. Två år senare avrustades hon igen och placerades i reserv. I april 2005 bogserades hon iväg för skrotning, men bogserwiren brast och Almirante Latorre sjönk den 11 april.

### HMSAntrim(D18)
Kölsträckt: 20 januari 1966, Sjösatt: 19 oktober 1967, Tagen i tjänst: 14 juli 1970, Avrustad: 1984, Såld till Chile 22 juni 1984.

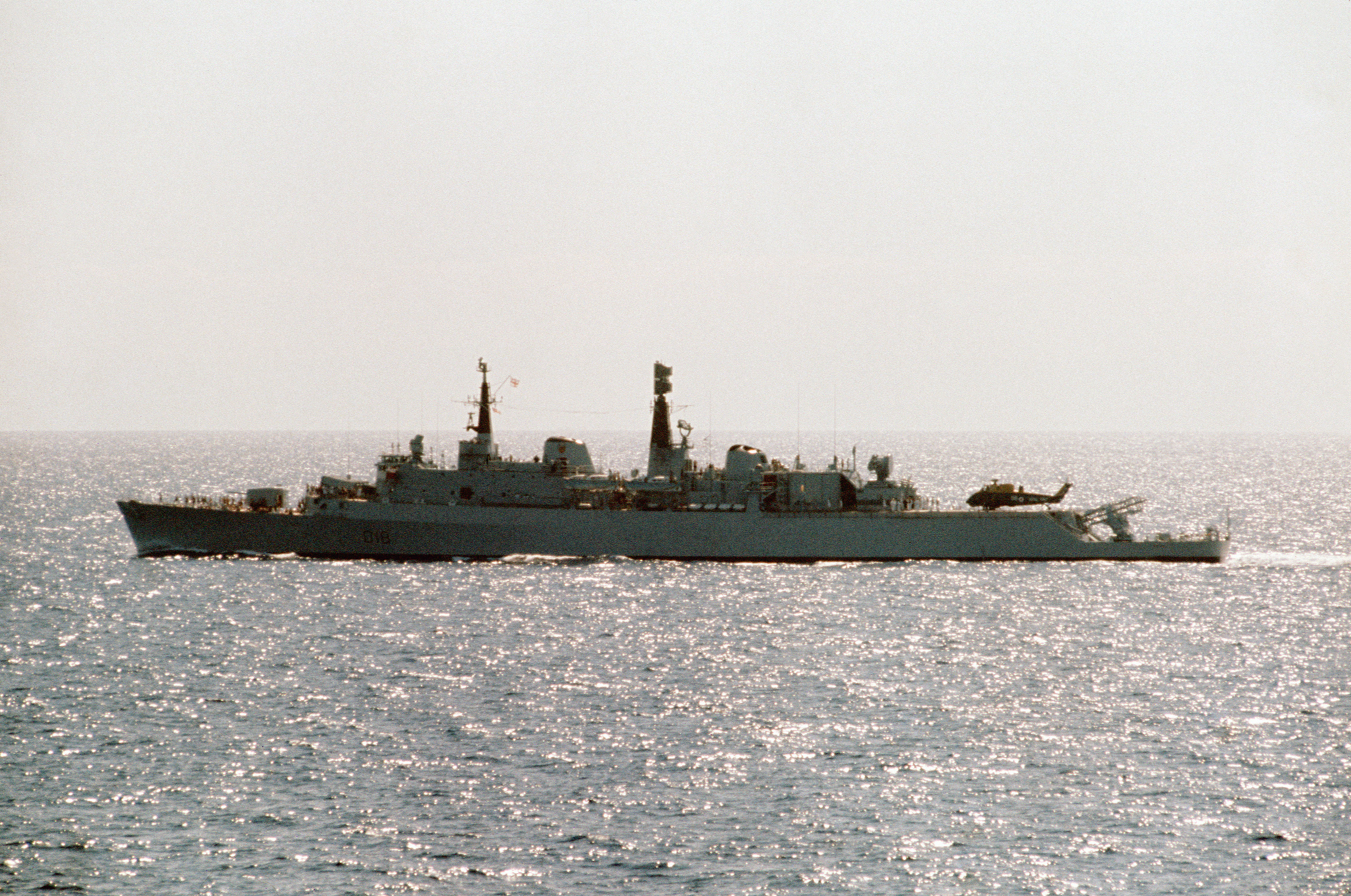
HMS Antrim i Medelhavet under övningen Display Determination den 29 oktober 1976.

I början av sin karriär tjänstgjorde Antrim huvudsakligen i hemmavattnen runt de brittiska öarna med besök i Bergen, Rotterdam och Antwerpen samt en patrull i Medelhavet då hon bland annat besökte Lissabon, Gibraltar, Barcelona, Toulon, Malta, Kreta och Istanbul. Därefter genomgick hon en ombyggnad där det ena kanontornet byttes ut mot fyra stycken Exocet-robotar. Sommaren 1976 gick hon in i Östersjön och besökte Stockholm för att representera Royal Navy vid bröllopet mellan Carl XVI Gustaf och Silvia Sommerlath. Hon besökte även Luleå.
I början av april 1982 deltog Antrim i en övning väster om Gibraltar när beskedet kom att Argentina hade invaderat Falklandsöarna och hon nu var flaggskepp för Stridsgrupp 317.8 vars uppgift var att återta Sydgeorgien. Under färden söderut mot Ascension förberedde sig Antrim för strid; hela fartyget målades grått, inklusive livbåtarna och helikoptern, till och med beteckningen D18 målades över. Väl framme vid Ascension tog hon tillsammans med fregatten HMS Plymouth och underhållsfartyget RFA Tidespring ombord ett kompani kommandosoldater. Den 22 april fick Antrims Wessex-helikopter undsätta den spaningspatrull som fanns på Fortunaglaciären sedan Tidesprings båda helikoptrar havererat där på grund av dåligt väder och dålig sikt. Dagen efter fick helikoptern sättas in igen för att rädda soldaterna på en gummibåt som fått motorstopp utanför Leith Harbour. Den 24 april lokaliserade Antrims helikopter den argentinska ubåten Santa Fe utanför Grytviken. Ubåten anfölls med sjunkbomber och skadades. Den 28 april landsteg huvudstyrkan i Grytviken med eldunderstöd av Antrims och Plymouths kanoner. Den argentinska garnisonen kapitulerade kort därefter. Efter att Sydgeorgien var återtaget understödde Antrim landstigningen vid San Carlos där hon anfölls av argentinska Skyhawk-flygplan. Antrim avfyrade en Sea Slug-robot som missade. I stället blev hon själv träffad av en 450 kg bomb som dock inte exploderade.
Efter Falklandskriget avrustades Antrim och såldes till Chile den 22 juni 1984. I chilensk tjänst fick hon namnet Almirante Cochrane och modifierades på samma sätt som HMS Fife med större hangar, större helikopterplatta och Barak-robotar. Hon utrangerades 7 december 2006 och skrotades i december 2010.

### HMSNorfolk(D21)
Kölsträckt: 15 mars 1966, Sjösatt: 16 november 1967, Tagen i tjänst: 7 mars 1970, Avrustad: 1981, Såld till Chile 6 april 1982.

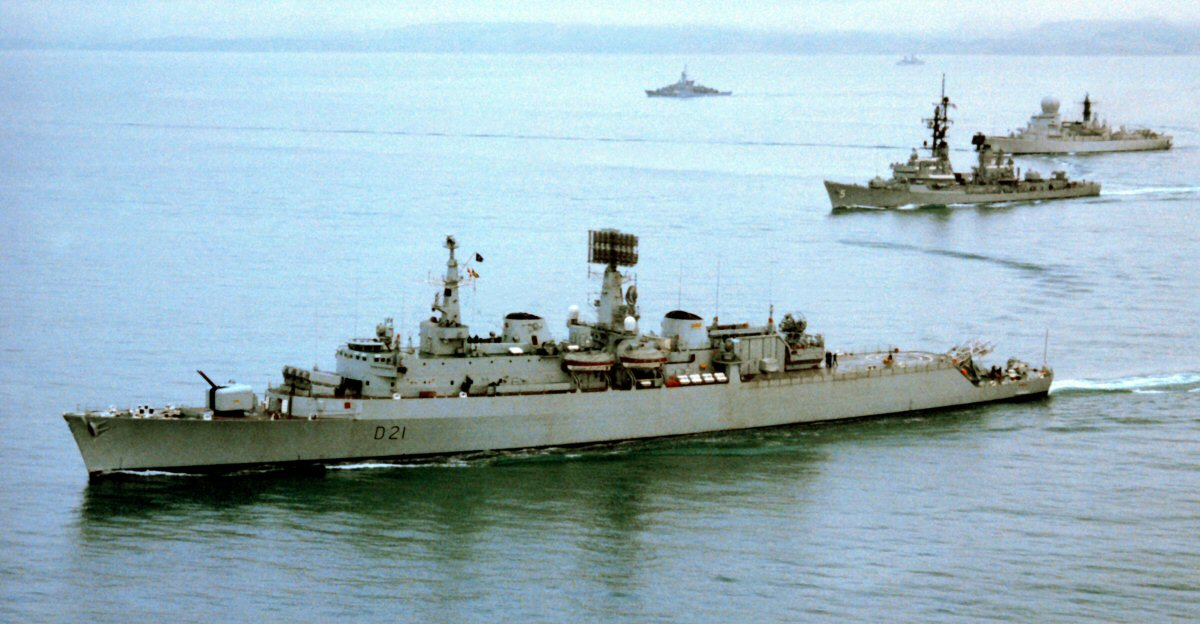
HMS Norfolk som flaggskepp för NATO-styrkan Standing Naval Force, Atlantic, juli 1981.

Bara två år efter att Norfolk byggdes hon om och fick fyra stycekn Exocet-robotar i stället för det ena kanontornet och hon blev därmed det första fartyget i Royal Navy som beväpnades med Exocet-robotar. Hon blev också det första fartyget med tre olika robotsystem ombord; Sea Slug, Sea Cat och Exocet. Efter ombyggnaden genomförde hon flera patruller i Medelhavet, Indiska Oceanen och södra Stilla Havet. I september 1976 besökte hon Göteborg för att närvara när Carl XVI Gustaf invigde ett minnesmärke över den brittiske amiralen James Saumarez vid Göteborgs stadshus. Under ett besök i Fremantle 1979 hölls en krigsrätt ombord, den första i den brittiska flottan på över tio år. År 1981 avrustades hon och blev skolfartyg i Dartmouth. Hon erbjöds först till försäljning till Nya Zeeland med såldes i stället till Chile i april 1982 där hon fick namnet Capitán Prat. I chilensk tjänst moderniserades hon och fick Barak-robotar i stället för Sea Cat och en större helikopterplatta med en större hangar i stället för Sea Slug-systemet. Hon avrustades på nytt i februari 2006 och hon utrangerades i augusti samma år. Hon skrotades i Mexiko i september 2008.